# DHL Group
Deutsche Post AG — найбільший у світі поштовий та логістичний концерн, акціонерне товариство, здійснює діяльність під торговою маркою DHL Group. Раніше він працював під назвою Deutsche Post DHL Group, до 2015 року - Deutsche Post DHL, а до 2009 року - Deutsche Post World Net. Штаб-квартира компанії розміщена у Бонні у офісному центрі «Поштова вежа». 
З 1 липня 2023 р назву концерну Deutsche Post DHL Group змінено на DHL Group. Німецькій підрозділ залишається з назвою Deutsche Post. Тикер на біржі змінився на DHL, назва на біржі - Deutsche Post AG.

## Про компанію
У рейтингу Forbes Global 2000 журналу «Форбс» компанія займає 202 місце (станом на червень 2024 р.) у світі..

## Історія
Виникнення німецької пошти взагалі пов'язують з 1490 роком, коли Франц фон Таксіс та його помічник від імені та задля династії Габсбургів встановлюють кур'єрську мережу, яка на кінець XVI-го століття покривала усю Західну Європу. Стаціонарні поштові станції були побудовані таким чином, що подолати відстань між сусідніми можна було протягом одного дня. Через деякий час ці станції перетворилися на важливі економічні центри, функціонуючи пунктами і місцям торгівлі та обміну, де подорожні могли знайти таверни, готелі і кінні двори. Поштові станції стали ключовими пунктами в розвитку сіл і міст.
У сучасному вигляді Deutsche Post була сформована у 1995 році в результаті другої поштової реформи. Тоді державна компанія Bundespost була розділена на три приватні акціонерні компанії. Хоча федеральний суд спочатку зберіг їх у власності держави, проте вони з часом були запропоновані для покупки приватним інвесторам, хоча федеральний уряд залишив понад половину акцій компаній у власності держави терміном на 5 років.
1998 — Deutsche Post викуповує приблизно 25 відсотків акцій DHL International Ltd., створюючи базис для стратегічної співпраці між найбільшою європейською поштовою компанією та світовим лідером в галузі міжнародної експрес-доставки та логістики.
2002 — З 1 січня Deutsche Post World Net є основним акціонером DHL. У 2002 році Deutsche Post World Net здобуває 100% акцій компанії DHL.
2008 — DHL офіційно відкрив новий Європейський повітряний вантажний центр в аеропорту Лейпцига. Центр, один з європейських найбільших будівельних майданчиків, розширює міжнародну мережу DHL, забезпечуючи більшу можливість з'єднання до всесвітніх ринків, що розвиваються.
Лейпциг — перша споруда DHL, яка підтримує відновлювані джерела енергії. На даху центру встановлені сонячні батареї загальною корисною площею 1 000 квадратних метрів. Крім того, два підземні резервуари, місткістю 300 кубометрів кожен, дозволяють зібрати близько 3 000 кубометрів дощової води у рік, яка використовується для мийки літаків.
2010 — Компанія почала надавати нову послугу — цифровий лист E-Postbrief, чим відкрила нову еру в комунікації поштою. Завдячуючи найновішим технологіям, бізнес-структури і адміністративні органи можуть користуватися інтернетом, щоб зв'язатися один з одним надійно і безпечно. E-Postbrief конфіденційний і надійний як паперовий лист та швидкий як електронна пошта.